# Аида (фильм-опера, 1953)
«Аи́да» (итал. Aida) — цветной художественный кинофильм-опера режиссёра Клементе Фракасси, поставленный в 1953 году, экранизация одноимённой оперы Джузеппе Верди. Заглавную сольную вокальную партию исполняет Рената Тебальди.

## Сюжет
Кинофильм-опера является экранизацией оперы «Аида» Джузеппе Верди, написанной на либретто Антонио Гисланцони по сценарию египтолога О. Ф. Мариетта.
Изложение сюжета см. в статье «Аида».
Музыка в фильме сокращена, а для введённой сцены боя египтян с эфиопами, отсутствующей в опере, использована музыка из третьего акта.
В 1987 году фильм был показан на 40-м Каннском кинофестивале во внеконкурсной программе.

## В ролях
| Актёр              | Роль                                                                |
| ------------------ | ------------------------------------------------------------------- |
| Софи Лорен         | Аи́да, эфиопская рабыня (поёт Рената Тебальди)                       |
| Лоис Максвелл      | Амне́рис, дочь фараона (поёт Эбе Стиньяни)                           |
| Лучано Делла Марра | Радамес, молодой начальник дворцовой стражи (поёт Джузеппе Кампора) |
| Афро Поли          | Амонасро, эфиопский царь, отец Аиды (поёт Джино Беки)               |
| Антонио Кассинелли | Рамфис, верховный жрец (поёт Джулио Нери)                           |
| Энрико Формики     | Фараон, египетский царь (поет Доменико Балини)                      |
| Доменико Болини    | гонец (поёт Паоло Кароли)                                           |

## Солисты в танцевальных номерах
- Альба Арнова
- Иветт Шовире
- Леонид Мясин
- Виктор Феррари
- Чиро Ди Пардо
- Балетная труппа Римского оперного театра
- Хореография Маргарет Валльманн

## Музыканты
- Национальный симфонический оркестр Итальянского радио
- Дирижёр — Джузеппе Морелли
- Подготовка музыки Джузеппе Верди для фильма — Ренцо Росселлини

## Съёмочная группа
- Режиссёр: Клементе Фракасси
- Продюсеры: Грегор Рабинович, Федерико Тети
- Сценаристы: Карло Кастелли (в титрах не указан), Анна Гобби (в титрах не указана), Джорджио Сальвиуччи (в титрах не указан), Клементе Фракасси по либретто оперы Антонио Гисланцони
- Композитор: Джузеппе Верди
- Оператор: Пьеро Порталупи, Паскуалино Де Сантис (помощник оператора)
- Художники: Флавио Могерини (художник-постановщик), Мария Де Маттеи (художник по костюмам)
- Монтажёр: Марио Бонотти

## Релиз

### Премьеры[2]
- Италия — 23 октября 1953 года
- США — 8 октября 1954 года
- Нидерланды — 21 января 1955 года
- Великобритания — 1956 год
- Норвегия — 24 мая 1956 года
- Германия — июнь 1956 года
- Португалия — 13 сентября 1956 года
- Испания — 1957 год: 20 февраля в Мадриде, 22 февраля в Барселоне
- Финляндия — 26 марта 1957 года
- Швеция — 10 февраля 1958 года
- Франция — 19 декабря 1984 года